# Обручище
Обручище е село в Южна България. То се намира в Община Гълъбово, област Стара Загора.

## География
Обручище е едно от големите села в южна България. Това се обуславя от практически централното място в комплекса „Марица Изток“, високата заетост и доходи. На територията му са построени „Брикел“ (електроцентрала и Брикетна фабрика), „Енергоремонт“, Р-к 1, Р-к 3, Новата мощност Марица Изток 1, която е изградена от американската компания AES е също изцяло на територията на селото. Строителството на нови мощности обаче е вдигало на протести жителите на селото. Климатът на селото е от големи части средиземноморски, заради теченията от река Марица. Това предполага мекото време през зимата и големи горещини през лятото, както и много растителни видове които виреят само по средиземноморието. Има къща за гости, която е посещавана ежегодно, най-вече от фирми работещи в централите, поради факта че местоположението на селото е прекрасно във връзка с близките предприятия.
Селото разполага и с множество добре заредени магазини и приятни заведения които допринасят за комфорта на местното население и гостите на селото.

## История
До 1906 година името на селото е Обрукли.
Обручище е старо българско селище. Съществува от 1550 г. Поради набезите на турците на няколко пъти сменя нахождението си. Последно през 1550 г. се заселва в местността Оброка. От там получава името си Обруклии, а после се преименува на Обручище. По време на османската власт е заобиколено от турски села, но в селото турчин не е стъпвал. Активно участва в борбата против турските поробители. Освен Руси Кънев и неговата чета която участва в Старозогорското въстание, то има своя дял и в Априлското въстание с участието на Господин Стоянов Поборника, който пръв се записва в Хвърковатата чета на Бенковски и е негов сподвижник до смъртта му. През 1876 г. в с. Маточина са обесени 13 въстаници от четата на Руси Кънев. Друг известен български родолюбец е Петко Гичев Станковски – участник в четата на Таньо Николов борил се за свободата на македонските българи. Обручище дава много жертви в Балканската и Междусъюзническата война – 33, а в Първата световна война – 42.
В парка на селото са построени паметници в знак на признателност на загиналите от четата на Руси Кънев, Господин Поборника на загиналите в Първата Световна война. В центъра на селото през 2006 г. е построен паметник на войводата на Старозагорското въстание Руси Кънев. През 1836 г. в селото е открито килийно а през 1864 г. светско училище. Сега в селото живеят 2000 жители. През ноември 2012 г. бе чествана 100 г. от Балканските войни. Обруклийци вземат активно участие, но войните вземат 34 свидни жертви. В знак на почит, признателност и уважение към тяхната саможертва бе построен мемориал паметни плочи, на които са изписани имената на всичи загинали във войните. Тържеството започна с възстановка на приемане на доброволци за участие във войната. Кметът Илия Илиев поздрави всичи гости и жители на с. Обручище. Присъстваха много наследници на загиналите.

## Религии
Християнство – православен храм „Св. Архангел Михаил“

## Обществени институции
Работят всички институции – читалище, училище, детска градина, кметство, поща, аптека, здравна служба, ветеринарна служба.

## Културни и природни забележителности
- Забележителностите в селото са много. В парка на селото има паметник на Димо Дичев. Има музей, който съществува и до днес. В с. Маточина, общ. Свиленград е положена паметна плоча и възстановен кладенец в който са погребани 13-те четници от четата на Руси Кънев. В с. Милево обл. Ст. Загора е поставена паметна плоча на лобното място на Руси Кънев, където цяла седмица башибозуците разнасяли главата на войводата Руси Кънев.
- На 29 септември 2006 тържествено е осветен паметник на местния герой Руси Кънев – Бакърджията, съратник на Васил Левски и активен участник в Старозагорското въстание (1875). Паметникът е по проект на скулптора Тодор Тодоров, изработен е от бронз и е висок 3 м.

На територията на селото се намира историческата могила „Хисара“.

## Редовни събития
Честване празника на селото – 10.10.2009 г., по времето на който се организира голям панаир с множество люлки, сергии, надпявания, рокерски събор, концерти, класически борби и други забави в период от три дни. Трифон зарезан. Нова година и всички български празници.

## Други
- Селото е с добри футболни традиции в миналото. В началото на 90-години отборът на Сокол (Обручище) извоюва титлата шампион на България в първенството на отборите от селата. Селото не разполага с отбор, но за сметка на това в последните години се организират демонстративни мачове между привържениците на Левски и ЦСКА в селото. Също така в околностите на селото има много езера, които предлагат добър и успешен риболов. Към момента разпространението на хищна риба се е увеличило многократно.

### Личности
- Петко Гичев, български революционер от ВМОРО, четник на Тане Николов[5]
- Руси Карабалиев, режисьор.
- Господин Гочев (1915 – 1975), български разузнавач, генерал-лейтенант от Държавна сигурност
- Обручище е родното място на проф.доктор на педагогическите науки Елка Петрова Кътова, създател и дългогодишен ръководител на катедра „Предучилищна педагогика“ в СУ „Климент Охридски“, създател и главен редактор на сп. Предучилищно възпитание в продължение на 35 години.
- Обручище (кв. Розов Кладенец) е родното място на популярната народна певица Стефка Съботинова.
- Обручище е родното място и на първия кмет на гр. Гълъбово след 1944 г. – Борис Костов Колев (1913 – 2001).